# Herrarnas 100 meter medley vid världsmästerskapen i kortbanesimning 2024
Herrarnas 100 meter medley vid världsmästerskapen i kortbanesimning 2024 avgjordes den 12 och 13 december 2024 i Donau Arena i Budapest i Ungern.
Guldet togs av schweiziske Noè Ponti efter ett lopp på 50,33 sekunder, vilket blev ett nytt mästerskapsrekord. Silvret togs av österrikiske Bernhard Reitshammer och bronset togs av brasilianske Caio Pumputis.

## Rekord
Inför tävlingens start fanns följande världs- och mästerskapsrekord:
|                   | Namn               | Nation   | Tid   | Ort              | Datum            |
| ----------------- | ------------------ | -------- | ----- | ---------------- | ---------------- |
| Världsrekord      | Caeleb Dressel     | USA      | 49,28 | Budapest, Ungern | 22 november 2020 |
| Mästerskapsrekord | Kliment Kolesnikov | Ryssland | 50,63 | Hangzhou, Kina   | 14 december 2018 |

Följande nya rekord noterades under mästerskapet:
| Datum       | Omgång      | Namn      | Nationalitet | Tid   | Rekord |
| ----------- | ----------- | --------- | ------------ | ----- | ------ |
| 12 december | Semifinal 1 | Noè Ponti | Schweiz      | 50,43 | 0MR0   |
| 13 december | Final       | Noè Ponti | Schweiz      | 50,33 | 0MR0   |

## Resultat

### Försöksheat
Försöksheaten startade den 12 december klockan 10:18.
| Placering | Heat | Bana | Namn                    | Nationalitet       | Tid     | Noteringar |
| --------- | ---- | ---- | ----------------------- | ------------------ | ------- | ---------- |
| 1         | 2    | 3    | Nikola Miljenić         | Kroatien           | 51,32   | 0Q0        |
| 2         | 4    | 4    | Noè Ponti               | Schweiz            | 51,67   | 0Q0        |
| 3         | 4    | 5    | Carles Coll             | Spanien            | 51,70   | 0Q0        |
| 4         | 2    | 4    | Bernhard Reitshammer    | Österrike          | 51,78   | 0Q0        |
| 5         | 4    | 3    | Caio Pumputis           | Brasilien          | 51,81   | 0Q0, 0AR0  |
| 6         | 3    | 4    | Emre Sakçı              | Turkiet            | 52,10   | 0Q0        |
| 7         | 3    | 5    | Berke Saka              | Turkiet            | 52,23   | 0Q0        |
| 8         | 2    | 5    | Kim Ji-hun              | Sydkorea           | 52,24   | 0Q0        |
| 9         | 3    | 3    | Heiko Gigler            | Österrike          | 52,26   | 0Q0        |
| 10        | 3    | 6    | Michael Andrew          | USA                | 52,33   | 0Q0        |
| 11        | 2    | 6    | Leonardo Coelho Santos  | Brasilien          | 52,43   | 0Q0        |
| 12        | 4    | 6    | Miroslav Knedla         | Tjeckien           | 52,56   | 0Q0        |
| 13        | 4    | 2    | Ronny Brännkärr         | Finland            | 52,91   | 0Q0        |
| =14       | 3    | 2    | Dmitrij Savenko         | Neutral Athletes B | 53,07   | 0Q0        |
| =14       | 4    | 7    | Vadym Naumenko          | Ukraina            | 53,07   | 0Q0        |
| 16        | 3    | 7    | Benedek Andor           | Ungern             | 53,67   | 0Q0        |
| 17        | 2    | 7    | Alex Ahtiainen          | Estland            | 53,79   | R          |
| 18        | 2    | 1    | Jaouad Syoud            | Algeriet           | 53,96   | R, 0NR0    |
| 19        | 1    | 6    | Munzer Kabbara          | Libanon            | 54,03   |            |
| =20       | 4    | 1    | Ralph Yat Ho Koo        | Hongkong           | 54,36   |            |
| =20       | 4    | 8    | Einar Margeir Ágústsson | Island             | 54,36   |            |
| 22        | 3    | 1    | Samuel Lewis Brown      | Nya Zeeland        | 54,50   |            |
| 23        | 3    | 8    | Wang Ziming             | Kina               | 54,60   |            |
| 24        | 4    | 9    | Daniil Giourtzidis      | Grekland           | 54,87   |            |
| 25        | 2    | 8    | Ádám Halás              | Slovakien          | 54,91   |            |
| 26        | 4    | 0    | Mohamed Mahmoud         | Qatar              | 55,61   |            |
| 27        | 1    | 1    | Gleb Kovalenya          | Kazakstan          | 55,85   |            |
| 28        | 1    | 5    | Terence Ng              | Malaysia           | 55,91   |            |
| 29        | 2    | 9    | Nguyễn Quang Thuấn      | Vietnam            | 56,67   |            |
| 30        | 1    | 7    | Hansel McCaig           | Fiji               | 57,31   |            |
| 31        | 3    | 0    | Lam Chi Chong           | Macao              | 57,99   |            |
| 32        | 1    | 2    | Alexandros Grigoriou    | Cypern             | 58,45   |            |
| 33        | 1    | 3    | Joel Ling               | Brunei             | 58,47   |            |
| 34        | 3    | 9    | Kazuumi Nestor          | Palau              | 59,75   |            |
| 35        | 2    | 0    | Taiyo Akimaru           | Nordmarianerna     | 1.03,14 |            |
|           | 2    | 2    | Caspar Corbeau          | Nederländerna      | 0DNS0   | 0DNS0      |
|           | 1    | 4    | Matthew Abeysinghe      | Sri Lanka          | 0DSQ0   | 0DSQ0      |

### Semifinaler
Semifinalerna startade den 12 december klockan 19:02.
| Placering | Heat | Bana | Namn                   | Nationalitet       | Tid   | Noteringar |
| --------- | ---- | ---- | ---------------------- | ------------------ | ----- | ---------- |
| 1         | 1    | 4    | Noè Ponti              | Schweiz            | 50,43 | 0Q0, 0MR0  |
| 2         | 2    | 2    | Heiko Gigler           | Österrike          | 51,30 | 0Q0        |
| 3         | 1    | 5    | Bernhard Reitshammer   | Österrike          | 51,33 | 0Q0        |
| 4         | 2    | 5    | Carles Coll            | Spanien            | 51,50 | 0Q0        |
| 5         | 2    | 3    | Caio Pumputis          | Brasilien          | 51,76 | 0Q0, 0AR0  |
| 6         | 2    | 6    | Berke Saka             | Turkiet            | 51,89 | 0Q0        |
| 7         | 1    | 2    | Michael Andrew         | USA                | 51,91 | 0Q0        |
| 8         | 1    | 7    | Miroslav Knedla        | Tjeckien           | 52,20 | 0Q0        |
| 9         | 1    | 3    | Emre Sakçı             | Turkiet            | 52,24 | R          |
| 10        | 1    | 6    | Kim Ji-hun             | Sydkorea           | 52,39 | R          |
| 11        | 2    | 4    | Nikola Miljenić        | Kroatien           | 52,56 |            |
| 12        | 2    | 7    | Leonardo Coelho Santos | Brasilien          | 52,66 |            |
| 13        | 1    | 1    | Dmitrij Savenko        | Neutral Athletes B | 52,69 |            |
| 14        | 2    | 1    | Ronny Brännkärr        | Finland            | 52,87 |            |
| 15        | 2    | 8    | Vadym Naumenko         | Ukraina            | 52,91 |            |
| 16        | 1    | 8    | Benedek Andor          | Ungern             | 53,73 |            |

### Final
Finalen startade den 13 december klockan 18:59.
| Placering | Bana | Namn                 | Nationalitet | Tid   | Noteringar |
| --------- | ---- | -------------------- | ------------ | ----- | ---------- |
| 1         | 4    | Noè Ponti            | Schweiz      | 50,33 | 0MR0       |
| 2         | 3    | Bernhard Reitshammer | Österrike    | 51,11 |            |
| 3         | 2    | Caio Pumputis        | Brasilien    | 51,35 | 0AR0       |
| 4         | 1    | Michael Andrew       | USA          | 51,37 |            |
| 5         | 6    | Carles Coll          | Spanien      | 51,52 |            |
| 6         | 5    | Heiko Gigler         | Österrike    | 51,67 |            |
| 7         | 7    | Berke Saka           | Turkiet      | 51,82 |            |
| 8         | 8    | Miroslav Knedla      | Tjeckien     | 51,90 | 0NR0       |